# Associação Sport Club Figueirense
A Associação Sport Club Figueirense (ASCF), também conhecida em crioulo cabo-verdiano, ALUPEC Miramar, é um clube de futebol situado na aldeia de Figueira da Horta, na região sudoeste da ilha do Maio, no país insular de Cabo Verde. O clube possui vários departamentos, incluindo o futebol. 
É relevante destacar que o nome do clube não tem relação com o clube de futebol brasileiro Figueirense, mas sim com a localidade de Figueira da Horta.

## História
A ASCF estreou em sua primeira temporada em 2015, na Segunda Divisão da ilha do Maio.[carece de fontes?]
Em 2017, disputou a Taça dos Campeões (também conhecida como Troféu de Campeões em outros países), mas perdeu o campeonato da primeira divisão para o Barreirense FC.[carece de fontes?]
Na temporada 2017-18, o clube conquistou a Segunda Divisão do Maio.
O Figueirense foi um dos clubes que participaram da última temporada da primeira divisão.[carece de fontes?] Em 2019, o clube chegou à final, conquistando a posição com 28 pontos, 8 vitórias e 20 gols. Esta foi a segunda participação do Figueirense na Primeira Divisão da ilha do Maio.[carece de fontes?] Em 2022, o Figueirense terminou vice-campeão da Taça de Cabo Verde.
Em abril de 2023, o Figueirense conquistou o acesso ao Campeonato Nacional. Na mesma temporada, a equipe não conseguiu avançar para as semifinais do Campeonato Nacional.

## Títulos
- Segunda Divisão do Maio: 2017-18[carece de fontes?]
- Taça da Ilha do Maio: 2022[carece de fontes?], 2023[4]
- Campeonato Regional Djarmai: 2023[carece de fontes?]

### Campanhas de destaque
- Vice-campeão da Taça de Cabo Verde: 2022[carece de fontes?]
- Vice-campeão da Primeira Divisão Regional do Maio (2018-19)[5]

## Futebol

### Classificações regionais
| Temporada | Div    | Pos    | Pts    | J  | V  | E | D  | G.M. | G.S. | Diff. |
| 2015-16   | 3      | 3      | 7 pts  | 6  | 2  | 1 | 3  | 9    | 8    | +1    |
| 2016-17   | 3      | 3      | 9 pts  | 9  | 3  | 0 | 6  | 13   | 16   | -3    |
| 2017-18   | 2      | 1      | 17 pts | 9  | 6  | 2 | 6  | 18   | 22   | -4    |
| 2018–19   | 2      | 2      | 28 pts | 14 | 8  | 4 | 2  | 20   | 12   | +8    |
| Total:    | Total: | Total: | 61 pts | 38 | 19 | 7 | 17 | 61   | 58   | +3    |

## Estatísticas
|  | Participações |

| Competição | Competição                     | Temporadas | Melhor campanha | Estreia | Última | P | R |
| Cabo Verde | Campeonato Nacional de Futebol | ?          | ?º colocado     | ?       | ?      |   | ? |
| Cabo Verde | Taça de Cabo Verde             | 1          | 2º colocado     | ?       | 2022   |   | ? |
| Cabo Verde | Campeonato Regional            | 4          | ?º colocado     | ?       | ?      |   | ? |
| Cabo Verde | Primeira Divisão               | 2          | ?º colocado     | ?       | ?      |   | ? |
| Cabo Verde | Segunda Divisão                | 2          | ?º colocado     | ?       | ?      |   | ? |
| Cabo Verde | Taça Regional                  | 4          | ?º colocado     | ?       | ?      |   | ? |

### Outras estatísticas
| Dados de Maio de 2019 |

- Melhor posição: 1ª (regional)
- Aparições na campeonatos regionais: 4
  - Primeira Divisão: 2
  - Segunda Divisão: 2
- Aparições na taças regionais: 4
- Jogos totais de campeonato: 38 (abril de 2019)
  - Na casa: 19
  - Em visito: 19
- Pontos totais: 61
  - Primeira Divisão: 18
  - Segunda Divisão: 15
- Vences totais: 19
  - Primeira Divisão: 14
  - Segunda Divisão: 5
- Empates totais: 7
  - Primeira Divisão: 6
  - Segunda Divisão: 1
- Golos (Gols) totais: 61
  - Primeira Divisão: 38
  - Segunda Divisão: 22
- Melhor pontos totais na temporada: 28 (regional), em 2019
- Melhor gols totais na temporada: 20 (regional), em 2019
- Melhor vences totais na temporada: 8 (regional), em 2019
- Melhor temporada: 2019 - Primeira Divisão
- Derrotas totais: 17
  - Primeira Divisão: 9
  - Segunda Divisão: 8